# Йон Лундвік
Йон Лундвік (швед. John Lundvik, нар. 27 січня 1983 року, Лондон) — шведський співак, музикант, представник Швеції на «Євробаченні 2019» у Тель-Авіві, Ізраїль.

## Біографія та кар'єра
Народився в Лондоні в 1983 році. На першому тижні життя Лундвіка всиновила шведська пара з Великої Британії. Спершу вони жили в Лондоні, потім, коли Йону виповнилось 6, переїхали у Швецію.
Прорив в кар'єрі Йона як музиканта стався 2010 року, коли він записав пісню «When You Tell the World You're Mine» для весілля шведської кронпринцеси Вікторії. Пізніше він написав музику для шведського фільму «Шалені гроші» і для телесеріалу «Імперія» та офіційну пісню своєї країни (Швеції) — «All About the Games» — для Олімпіади 2016 року в Ріо.
2018 року вперше взяв участь у шведському пісенному конкурсі Melodifestivalen, що слугував фіналом національного шведського відбору на «Євробачення». З піснею «My Turn» зайняв 3-е місце.
2019 року знову взяв участь у Melodifestivalen, цього разу з піснею «Too Late for Love», і переміг. У фіналі «Євробачення 2019» здобув перше місце від журі, але в підсумку, після оголошення результатів глядацького голосування, опинився на 5-му місці. Крім того, Лундвік став автором ще однієї пісні, що звучала на тогорічному «Євробаченні» — «Bigger than Us», з якою Майкл Райс представляв Велику Британію.